# Leptaulax parvus balita
Leptaulax parvus balita es una subespecie de coleóptero de la familia Passalidae.

## Distribución geográfica
Habita en Borneo.